# Campeonato da Europa de Atletismo de 2012 - Salto em altura feminino
A prova dos salto em altura feminino do Campeonato da Europa de Atletismo de 2012 foi disputada entre os dias 27 e 28 de junho de 2012 no Estádio Olímpico de Helsinque em Helsinque,  na Finlândia. 

## Recordes
Antes desta competição, os recordes mundiais e do campeonato nesta prova eram os seguintes:
|                       | Nome                                      | Nacionalidade            | Altura  | Local                | Data                                                       |
| --------------------- | ----------------------------------------- | ------------------------ | ------- | -------------------- | ---------------------------------------------------------- |
| Recorde mundial       | Stefka Kostadinova                        | Bulgária                 | 2m 09cm | Roma                 | 30 de agosto de 1987                                       |
| Recorde do campeonato | Tia HellebautVenelina VenevaBlanka Vlašić | Bélgica Bulgária Croácia | 2m 03cm | Gotemburgo Barcelona | 9 de agosto de 2006 9 de agosto de 20061 de agosto de 2010 |
| Recorde europeu       | Stefka Kostadinova                        | Bulgária                 | 2m 09cm | Roma                 | 30 de agosto de 1987                                       |

## Medalhistas
| Ouro              | Prata                | Bronze                                                                |
| Ruth Beitia (ESP) | Tonje Angelsen (NOR) | Irina Gordeeva (RUS) · Emma Green Tregaro (SWE) · Olena Holosha (UKR) |

## Cronograma
Todos os horários são locais (UTC+3).
| Data        | Hora  | Evento       |
| ----------- | ----- | ------------ |
| 27 de junho | 10:15 | Qualificação |
| 28 de junho | 17:45 | Final        |

## Resultados

### Qualificação
Qualificação: Desempenho de 1.92 m (Q) ou os 12 melhores qualificados (q).
| Posição | Grupo | Atleta                     | Nacionalidade | 1.68 | 1.73 | 1.78 | 1.83 | 1.87 | 1.90 | Resultados | Notas                |
| ------- | ----- | -------------------------- | ------------- | ---- | ---- | ---- | ---- | ---- | ---- | ---------- | -------------------- |
| 1       | B     | Burcu Ayhan                | Turquia       | –    | –    | o    | o    | o    | o    | 1.90       | q                    |
| 1       | B     | Ruth Beitia                | Espanha       | –    | –    | –    | o    | o    | o    | 1.90       | q                    |
| 1       | B     | Mirela Demireva            | Bulgária      | –    | –    | o    | o    | o    | o    | 1.90       | q                    |
| 1       | A     | Irina Gordeeva             | Rússia        | –    | –    | o    | o    | o    | o    | 1.90       | q                    |
| 1       | A     | Emma Green Tregaro         | Suécia        | –    | –    | –    | o    | o    | o    | 1.90       | q                    |
| 1       | A     | Olena Holosha              | Ucrânia       | –    | –    | o    | o    | o    | o    | 1.90       | q                    |
| 7       | B     | Melanie Melfort            | França        | –    | –    | o    | o    | xo   | o    | 1.90       | q                    |
| 8       | B     | Tonje Angelsen             | Noruega       | –    | –    | –    | xo   | o    | xo   | 1.90       | q                    |
| 9       | B     | Airinė Palšytė             | Lituânia      | –    | –    | o    | o    | o    | xxo  | 1.90       | q,                   |
| 9       | A     | Venelina Veneva-Mateeva    | Bulgária      | –    | –    | o    | o    | o    | xxo  | 1.90       | q                    |
| 11      | B     | Ebba Jungmark              | Suécia        | –    | –    | –    | o    | xo   | xxo  | 1.90       | q                    |
| 12      | B     | Antonia Stergiou           | Grécia        | –    | o    | o    | o    | o    | xxx  | 1.87       | q                    |
| 13      | A     | Øyunn Grindem              | Noruega       | –    | –    | o    | o    | xo   | xxx  | 1.87       | Recorde da temporada |
| 13      | B     | Anna Iljuštšenko           | Estónia       | –    | –    | –    | o    | xo   | xxx  | 1.87       |                      |
| 13      | A     | Marie-Laurence Jungfleisch | Alemanha      | –    | –    | o    | o    | xo   | xxx  | 1.87       |                      |
| 13      | A     | Austra Skujytė             | Lituânia      | –    | o    | o    | o    | xo   | xxx  | 1.87       |                      |
| 17      | A     | Oldřiška Marešová          | Chéquia       | –    | –    | o    | o    | xxx  |      | 1.83       |                      |
| 18      | A     | Eleriin Haas               | Estónia       | o    | o    | xo   | o    | xxx  |      | 1.83       | Recorde pessoal      |
| 18      | A     | Izabela Mikołajczyk        | Polónia       | –    | –    | xo   | o    | xx–  | x    | 1.83       |                      |
| 20      | A     | Ana Šimić                  | Croácia       | –    | –    | xxo  | xxo  | xxx  |      | 1.83       |                      |
| 21      | A     | Isobel Pooley              | Grã-Bretanha  | –    | –    | o    | xxx  |      |      | 1.78       |                      |
| 22      | B     | Elina Smolander            | Finlândia     | –    | xo   | o    | xxx  |      |      | 1.78       |                      |
| 23      | B     | Monika Gollner             | Áustria       | –    | o    | xo   | xxx  |      |      | 1.78       |                      |
| 24      | B     | Maayan Furman              | Israel        | o    | o    | xxo  | xxx  |      |      | 1.78       |                      |
| 25      | A     | Marija Vuković             | Montenegro    |      |      |      |      |      |      | DNS        |                      |
| 25      | B     | Ariane Friedrich           | Alemanha      |      |      |      |      |      |      | DNS        |                      |

### Final
| Posição           | Atleta                  | Nacionalidade | 1.80 | 1.85 | 1.89 | 1.92 | 1.95 | 1.97 | 1.99 | Resultados | Notas                |
| ----------------- | ----------------------- | ------------- | ---- | ---- | ---- | ---- | ---- | ---- | ---- | ---------- | -------------------- |
| Medalha de ouro   | Ruth Beitia             | Espanha       | -    | o    | -    | o    | o    | xxo  | xxx  | 1.97       | =                    |
| Medalha de prata  | Tonje Angelsen          | Noruega       | o    | o    | xo   | o    | o    | xxo  | xxx  | 1.97       | Recorde pessoal      |
| Medalha de bronze | Irina Gordeeva          | Rússia        | o    | o    | o    | o    | xxx  |      |      | 1.92       |                      |
| Medalha de bronze | Emma Green Tregaro      | Suécia        | -    | o    | o    | o    | xxx  |      |      | 1.92       | Recorde da temporada |
| Medalha de bronze | Olena Holosha           | Ucrânia       | o    | o    | o    | o    | xxx  |      |      | 1.92       |                      |
| 6                 | Burcu Ayhan             | Turquia       | o    | xo   | xo   | o    | xxx  |      |      | 1.92       | =                    |
| 6                 | Melanie Melfort         | França        | o    | o    | xxo  | o    | xxx  |      |      | 1.92       | Recorde da temporada |
| 8                 | Mirela Demireva         | Bulgária      | o    | o    | o    | xxo  | xxx  |      |      | 1.92       | =                    |
| 9                 | Airinė Palšytė          | Lituânia      | o    | o    | xo   | xx-  | x    |      |      | 1.89       |                      |
| 10                | Ebba Jungmark           | Suécia        | o    | o    | xxx  |      |      |      |      | 1.85       |                      |
| 11                | Antonia Stergiou        | Grécia        | o    | xxx  |      |      |      |      |      | 1.80       |                      |
| 12                | Venelina Veneva-Mateeva | Bulgária      | xo   | xxx  |      |      |      |      |      | 1.80       |                      |

Legenda
| Recorde mundial       | Recorde mundial (World record)               |                       | Recorde africano                      | Recorde africano (African) |                                           | Q | Classificado por posição (Qualified) |
| Recorde do campeonato | Recorde do campeonato (Championship record)  | Recorde da América    | Recorde da América (Americas)         | q                          | Classificado por melhor tempo (Qualified) |   |                                      |
| Melhor marca do ano   | Melhor marca do ano (World leading)          | Recorde asiático      | Recorde asiático (Asian)              | DNS                        | Não largou (Did not start)                |   |                                      |
| Recorde nacional      | Recorde nacional (National record)           | Recorde europeu       | Recorde europeu (European)            | DNF                        | Não terminou (Did not finish)             |   |                                      |
| Recorde pessoal       | Recorde pessoal do atleta (Personal best)    | Recorde da Oceania    | Recorde da Oceania (Oceania)          | DSQ / DQ                   | Desclassificado (Disqualified)            |   |                                      |
| Recorde da temporada  | Recorde da temporada do atleta (Season best) | Recorde sul-americano | Recorde sul-americano (South America) | NM                         | Sem marca (No mark)                       |   |                                      |